# Perospirona
La perospirona es un derivado del benzisotiazol que pertenece a la clase de fármacos antipsicóticos de segunda generación (atípicos) y está indicado para el tratamiento de la esquizofrenia sólo en Japón.
El fármaco tiene una actividad antagonista de alta afinidad en los receptores 5-HT2A y 5-HTD2. También muestra propiedades parciales de agonista de 5-HT1A y cierta afinidad por los receptores 5-HTD1, α1-adrenérgico y H1, pero no tiene una afinidad apreciable por los receptores muscarínicos. Tiene al menos cuatro metabolitos activos, pero todos tienen una menor afinidad por los receptores 5-HTD2 y 5-HT2A que el fármaco original. Puede inducir efectos secundarios motores extrapiramidales e insomnio, pero muestra baja toxicidad.

## Uso en embarazo y lactancia
No existen datos actualmente en hembras humanas; sin embargo, en estudios, la perospirona cruzó la placenta en ratas preñadas y se secretó en la leche de ratas lactantes.